# Sandro Wieser
Sandro Wieser (Vaduz, 3 febbraio 1993) è un calciatore liechtensteinese, centrocampista del Vaduz.

## Carriera

### Club
Dopo aver giocato nelle sue giovanili, il 20 marzo 2011 debutta con la prima squadra del Basilea, nella gara vinta 2-1 contro il Zurigo. Al termine della stagione vince il campionato con la sua squadra. Nella finestra di mercato di gennaio 2012 passa alla squadra tedesca Hoffenheim.

### Fallo su Yapi Yapo
Lo Zurigo ha avviato un procedimento legale contro Sandro Weiser dopo che quest'ultimo ha commesso un orribile fallo su Gilles Yapi Yapo, rischiando di terminarne in anticipo la carriera nella sfida del 9 novembre 2014. Yapi Yapo si è strappato i legamenti anteriori, i legamenti crociati, ha rimediato un menisco lacerato, la lacerazione del tendine rotuleo e ha subito gravissimi danni alla cartilagine oltre a profonde contusioni alla coscia subito dopo l'intervento omicida di Weiser. In seguito al fallo, Wieser è stato espulso e successivamente sanzionato con altre 6 giornate di sospensione da parte della Federcalcio svizzera. Poiché del fatto che Yapi Yapo rischia di non giocare più a calcio, il presidente dello Zurigo ha iniziato un'azione legale contro Wieser. Il 6 maggio 2015 viene ritenuto colpevole di lesioni colpose, venendo condannato a una pena pecuniaria con la condizionale di 180 aliquote giornaliere e a una multa di 10 000 franchi.

### Nazionale
Dal 2010 gioca nella nazionale liechtensteinese, dove ha collezionato 24 presenze. Ha esordito nell'amichevole contro l'Islanda pareggiata 1-1, giocando per tutta la partita. Ha pure segnato un gol nella sfida valida per le qualificazioni a euro 2016 contro la Moldova terminatasi per 1-1

## Statistiche

### Cronologia presenze e reti in Nazionale
| Cronologia completa delle presenze e delle reti in nazionale ― Liechtenstein | Cronologia completa delle presenze e delle reti in nazionale ― Liechtenstein | Cronologia completa delle presenze e delle reti in nazionale ― Liechtenstein | Cronologia completa delle presenze e delle reti in nazionale ― Liechtenstein | Cronologia completa delle presenze e delle reti in nazionale ― Liechtenstein | Cronologia completa delle presenze e delle reti in nazionale ― Liechtenstein | Cronologia completa delle presenze e delle reti in nazionale ― Liechtenstein | Cronologia completa delle presenze e delle reti in nazionale ― Liechtenstein |
| Data                                                                         | Città                                                                        | In casa                                                                      | Risultato                                                                    | Ospiti                                                                       | Competizione                                                                 | Reti                                                                         | Note                                                                         |
| ---------------------------------------------------------------------------- | ---------------------------------------------------------------------------- | ---------------------------------------------------------------------------- | ---------------------------------------------------------------------------- | ---------------------------------------------------------------------------- | ---------------------------------------------------------------------------- | ---------------------------------------------------------------------------- | ---------------------------------------------------------------------------- |
| 11-8-2010                                                                    | Reykjavík                                                                    | Islanda                                                                      | 1 – 1                                                                        | Liechtenstein                                                                | Amichevole                                                                   | -                                                                            |                                                                              |
| 3-9-2010                                                                     | Vaduz                                                                        | Liechtenstein                                                                | 0 – 4                                                                        | Spagna                                                                       | Qual. Euro 2012                                                              | -                                                                            | 82’                                                                          |
| 7-9-2010                                                                     | Glasgow                                                                      | Scozia                                                                       | 2 – 1                                                                        | Liechtenstein                                                                | Qual. Euro 2012                                                              | -                                                                            | 31’ 71’                                                                      |
| 12-10-2010                                                                   | Vaduz                                                                        | Liechtenstein                                                                | 0 – 2                                                                        | Rep. Ceca                                                                    | Qual. Euro 2012                                                              | -                                                                            | 57’ 84’                                                                      |
| 17-11-2010                                                                   | Tallinn                                                                      | Estonia                                                                      | 1 – 1                                                                        | Liechtenstein                                                                | Amichevole                                                                   | -                                                                            | 85’                                                                          |
| 9-2-2011                                                                     | Serravalle                                                                   | San Marino                                                                   | 0 – 1                                                                        | Liechtenstein                                                                | Amichevole                                                                   | -                                                                            | 57’ 64’                                                                      |
| 10-8-2011                                                                    | Vaduz                                                                        | Liechtenstein                                                                | 1 – 2                                                                        | Svizzera                                                                     | Amichevole                                                                   | -                                                                            | 14’ 46’                                                                      |
| 2-9-2011                                                                     | Kaunas                                                                       | Lituania                                                                     | 0 – 0                                                                        | Liechtenstein                                                                | Qual. Euro 2012                                                              | -                                                                            | 14’ 46’                                                                      |
| 6-9-2011                                                                     | Logroño                                                                      | Spagna                                                                       | 6 – 0                                                                        | Liechtenstein                                                                | Qual. Euro 2012                                                              | -                                                                            | 70’                                                                          |
| 11-11-2011                                                                   | Székesfehérvár                                                               | Ungheria                                                                     | 5 – 0                                                                        | Liechtenstein                                                                | Amichevole                                                                   | -                                                                            | 46’                                                                          |
| 26-2-2012                                                                    | Ta' Qali                                                                     | Malta                                                                        | 2 – 1                                                                        | Liechtenstein                                                                | Amichevole                                                                   | -                                                                            |                                                                              |
| 12-10-2012                                                                   | Vaduz                                                                        | Liechtenstein                                                                | 0 – 2                                                                        | Lituania                                                                     | Qual. Mondiali 2014                                                          | -                                                                            | 84’                                                                          |
| 16-10-2012                                                                   | Riga                                                                         | Lettonia                                                                     | 2 – 0                                                                        | Liechtenstein                                                                | Qual. Mondiali 2014                                                          | -                                                                            | 67’                                                                          |
| 14-11-2012                                                                   | Vaduz                                                                        | Liechtenstein                                                                | 0 – 1                                                                        | Malta                                                                        | Amichevole                                                                   | -                                                                            | 87’                                                                          |
| 22-3-2013                                                                    | Vaduz                                                                        | Liechtenstein                                                                | 1 – 1                                                                        | Lettonia                                                                     | Qual. Mondiali 2014                                                          | -                                                                            |                                                                              |
| 4-6-2013                                                                     | Cracovia                                                                     | Polonia                                                                      | 2 – 0                                                                        | Liechtenstein                                                                | Amichevole                                                                   | -                                                                            | 83’                                                                          |
| 7-6-2013                                                                     | Vaduz                                                                        | Liechtenstein                                                                | 1 – 1                                                                        | Slovacchia                                                                   | Qual. Mondiali 2014                                                          | -                                                                            | 90+5’                                                                        |
| 14-8-2013                                                                    | Vaduz                                                                        | Liechtenstein                                                                | 2 – 3                                                                        | Croazia                                                                      | Amichevole                                                                   | -                                                                            | 90’                                                                          |
| 6-9-2013                                                                     | Vaduz                                                                        | Liechtenstein                                                                | 0 – 1                                                                        | Grecia                                                                       | Qual. Mondiali 2014                                                          | -                                                                            | 86’                                                                          |
| 10-9-2013                                                                    | Marijampolė                                                                  | Lituania                                                                     | 2 – 0                                                                        | Liechtenstein                                                                | Qual. Mondiali 2014                                                          | -                                                                            | 62’                                                                          |
| 15-10-2013                                                                   | Il Pireo                                                                     | Grecia                                                                       | 2 – 0                                                                        | Liechtenstein                                                                | Qual. Mondiali 2014                                                          | -                                                                            |                                                                              |
| 4-9-2014                                                                     | Tuzla                                                                        | Bosnia ed Erzegovina                                                         | 3 – 0                                                                        | Liechtenstein                                                                | Amichevole                                                                   | -                                                                            |                                                                              |
| 8-9-2014                                                                     | Chimki                                                                       | Russia                                                                       | 4 – 0                                                                        | Liechtenstein                                                                | Qual. Euro 2016                                                              | -                                                                            | 19’                                                                          |
| 9-10-2014                                                                    | Vaduz                                                                        | Liechtenstein                                                                | 0 – 0                                                                        | Montenegro                                                                   | Qual. Euro 2016                                                              | -                                                                            | 44’                                                                          |
| 15-11-2014                                                                   | Chișinău                                                                     | Moldavia                                                                     | 0 – 1                                                                        | Liechtenstein                                                                | Qual. Euro 2016                                                              | -                                                                            |                                                                              |
| 27-3-2015                                                                    | Vaduz                                                                        | Liechtenstein                                                                | 0 – 5                                                                        | Austria                                                                      | Qual. Euro 2016                                                              | -                                                                            |                                                                              |
| 31-3-2015                                                                    | Eschen                                                                       | Liechtenstein                                                                | 1 – 0                                                                        | San Marino                                                                   | Amichevole                                                                   | -                                                                            | 57’                                                                          |
| 14-6-2015                                                                    | Vaduz                                                                        | Liechtenstein                                                                | 1 – 1                                                                        | Moldavia                                                                     | Qual. Euro 2016                                                              | 1                                                                            | 50’                                                                          |
| 5-9-2015                                                                     | Podgorica                                                                    | Montenegro                                                                   | 2 – 0                                                                        | Liechtenstein                                                                | Qual. Euro 2016                                                              | -                                                                            | 32’ 66’                                                                      |
| 9-10-2015                                                                    | Vaduz                                                                        | Liechtenstein                                                                | 0 – 2                                                                        | Svezia                                                                       | Qual. Euro 2016                                                              | -                                                                            |                                                                              |
| 12-10-2015                                                                   | Vienna                                                                       | Austria                                                                      | 3 – 0                                                                        | Liechtenstein                                                                | Qual. Euro 2016                                                              | -                                                                            |                                                                              |
| 23-3-2016                                                                    | Gibilterra                                                                   | Gibilterra                                                                   | 0 – 0                                                                        | Liechtenstein                                                                | Amichevole                                                                   | -                                                                            | 89’                                                                          |
| 28-3-2016                                                                    | Marbella                                                                     | Liechtenstein                                                                | 2 – 3                                                                        | Fær Øer                                                                      | Amichevole                                                                   | -                                                                            | 90+1’                                                                        |
| 31-8-2016                                                                    | Horsens                                                                      | Danimarca                                                                    | 5 – 0                                                                        | Liechtenstein                                                                | Amichevole                                                                   | -                                                                            | 79’                                                                          |
| 5-9-2016                                                                     | León                                                                         | Spagna                                                                       | 8 – 0                                                                        | Liechtenstein                                                                | Qual. Mondiali 2018                                                          | -                                                                            |                                                                              |
| 6-10-2016                                                                    | Vaduz                                                                        | Liechtenstein                                                                | 0 – 2                                                                        | Albania                                                                      | Qual. Mondiali 2018                                                          | -                                                                            |                                                                              |
| 9-10-2016                                                                    | Gerusalemme                                                                  | Israele                                                                      | 2 – 1                                                                        | Liechtenstein                                                                | Qual. Mondiali 2018                                                          | -                                                                            |                                                                              |
| 12-11-2016                                                                   | Vaduz                                                                        | Liechtenstein                                                                | 0 – 4                                                                        | Italia                                                                       | Qual. Mondiali 2018                                                          | -                                                                            |                                                                              |
| 2-9-2017                                                                     | Elbasan                                                                      | Albania                                                                      | 2 – 0                                                                        | Liechtenstein                                                                | Qual. Mondiali 2018                                                          | -                                                                            |                                                                              |
| 5-9-2017                                                                     | Vaduz                                                                        | Liechtenstein                                                                | 0 – 8                                                                        | Spagna                                                                       | Qual. Mondiali 2018                                                          | -                                                                            | 55’                                                                          |
| 9-10-2017                                                                    | Skopje                                                                       | Macedonia                                                                    | 4 – 0                                                                        | Liechtenstein                                                                | Qual. Mondiali 2018                                                          | -                                                                            | 58’                                                                          |
| 21-3-2018                                                                    | La Línea de la Concepción                                                    | Andorra                                                                      | 1 – 0                                                                        | Liechtenstein                                                                | Amichevole                                                                   | -                                                                            |                                                                              |
| 25-3-2018                                                                    | Marbella                                                                     | Liechtenstein                                                                | 0 – 3                                                                        | Fær Øer                                                                      | Amichevole                                                                   | -                                                                            |                                                                              |
| 6-9-2018                                                                     | Erevan                                                                       | Armenia                                                                      | 2 – 1                                                                        | Liechtenstein                                                                | UEFA Nations League 2018-2019 - 1º turno                                     | -                                                                            |                                                                              |
| 9-9-2018                                                                     | Vaduz                                                                        | Liechtenstein                                                                | 2 – 0                                                                        | Gibilterra                                                                   | UEFA Nations League 2018-2019 - 1º turno                                     | 1                                                                            | 90+3’                                                                        |
| 13-10-2018                                                                   | Skopje                                                                       | Macedonia                                                                    | 4 – 1                                                                        | Liechtenstein                                                                | UEFA Nations League 2018-2019 - 1º turno                                     | -                                                                            |                                                                              |
| 16-10-2018                                                                   | Gibilterra                                                                   | Gibilterra                                                                   | 2 – 1                                                                        | Liechtenstein                                                                | UEFA Nations League 2018-2019 - 1º turno                                     | -                                                                            | 46’                                                                          |
| 16-11-2018                                                                   | Vaduz                                                                        | Liechtenstein                                                                | 0 – 2                                                                        | Macedonia                                                                    | UEFA Nations League 2018-2019 - 1º turno                                     | -                                                                            | 44’, 50’                                                                     |
| 23-3-2019                                                                    | Vaduz                                                                        | Liechtenstein                                                                | 0 – 2                                                                        | Grecia                                                                       | Qual. Euro 2020                                                              | -                                                                            |                                                                              |
| 26-3-2019                                                                    | Parma                                                                        | Italia                                                                       | 6 – 0                                                                        | Liechtenstein                                                                | Qual. Euro 2020                                                              | -                                                                            |                                                                              |
| 11-6-2019                                                                    | Vaduz                                                                        | Liechtenstein                                                                | 0 – 2                                                                        | Finlandia                                                                    | Qual. Euro 2020                                                              | -                                                                            | 46’                                                                          |
| 5-9-2019                                                                     | Zenica                                                                       | Bosnia ed Erzegovina                                                         | 5 – 0                                                                        | Liechtenstein                                                                | Qual. Euro 2020                                                              | -                                                                            | 85’                                                                          |
| 8-9-2019                                                                     | Amarousio                                                                    | Grecia                                                                       | 1 – 1                                                                        | Liechtenstein                                                                | Qual. Euro 2020                                                              | -                                                                            |                                                                              |
| 24-3-2023                                                                    | Lisbona                                                                      | Portogallo                                                                   | 4 – 0                                                                        | Liechtenstein                                                                | Qual. Euro 2024                                                              | -                                                                            |                                                                              |
| 26-3-2023                                                                    | Vaduz                                                                        | Liechtenstein                                                                | 0 – 7                                                                        | Islanda                                                                      | Qual. Euro 2024                                                              | -                                                                            | 64’ 77’                                                                      |
| 8-9-2023                                                                     | Zenica                                                                       | Bosnia ed Erzegovina                                                         | 2 – 1                                                                        | Liechtenstein                                                                | Qual. Euro 2024                                                              | -                                                                            | 69’                                                                          |
| 11-9-2023                                                                    | Bratislava                                                                   | Slovacchia                                                                   | 3 – 0                                                                        | Liechtenstein                                                                | Qual. Euro 2024                                                              | -                                                                            |                                                                              |
| 13-10-2023                                                                   | Vaduz                                                                        | Liechtenstein                                                                | 0 – 2                                                                        | Bosnia ed Erzegovina                                                         | Qual. Euro 2024                                                              | -                                                                            |                                                                              |
| 16-10-2023                                                                   | Reykjavík                                                                    | Islanda                                                                      | 4 – 0                                                                        | Liechtenstein                                                                | Qual. Euro 2024                                                              | -                                                                            |                                                                              |
| 16-11-2023                                                                   | Vaduz                                                                        | Liechtenstein                                                                | 0 – 2                                                                        | Portogallo                                                                   | Qual. Euro 2024                                                              | -                                                                            |                                                                              |
| 19-11-2023                                                                   | Vaduz                                                                        | Liechtenstein                                                                | 0 – 1                                                                        | Lussemburgo                                                                  | Qual. Euro 2024                                                              | -                                                                            | 7’                                                                           |
| 5-9-2024                                                                     | Serravalle                                                                   | San Marino                                                                   | 1 – 0                                                                        | Liechtenstein                                                                | UEFA Nations League 2024-2025 - 1º turno                                     | -                                                                            | 90+1’                                                                        |
| 8-9-2024                                                                     | Gibilterra                                                                   | Gibilterra                                                                   | 2 – 2                                                                        | Liechtenstein                                                                | UEFA Nations League 2024-2025 - 1º turno                                     | -                                                                            | 16’                                                                          |
| 10-10-2024                                                                   | Vaduz                                                                        | Liechtenstein                                                                | 1 – 0                                                                        | Hong Kong                                                                    | Amichevole                                                                   | -                                                                            | 77’                                                                          |
| 14-11-2024                                                                   | Ta' Qali                                                                     | Malta                                                                        | 2 – 0                                                                        | Liechtenstein                                                                | Amichevole                                                                   | -                                                                            | 29’ 46’                                                                      |
| 18-11-2024                                                                   | Vaduz                                                                        | Liechtenstein                                                                | 1 – 3                                                                        | San Marino                                                                   | UEFA Nations League 2024-2025 - 1º turno                                     | -                                                                            | 49’                                                                          |
| 22-3-2025                                                                    | Vaduz                                                                        | Liechtenstein                                                                | 0 – 3                                                                        | Macedonia del Nord                                                           | Qual. Mondiali 2026                                                          | -                                                                            | 73’                                                                          |
| 25-3-2025                                                                    | Vaduz                                                                        | Liechtenstein                                                                | 0 – 2                                                                        | Kazakistan                                                                   | Qual. Mondiali 2026                                                          | -                                                                            |                                                                              |
| 6-6-2025                                                                     | Cardiff                                                                      | Galles                                                                       | 3 – 0                                                                        | Liechtenstein                                                                | Qual. Mondiali 2026                                                          | -                                                                            |                                                                              |
| Totale                                                                       |                                                                              | Presenze                                                                     | 69                                                                           |                                                                              | Reti                                                                         | 2                                                                            |                                                                              |

## Palmarès
- Campionato svizzero: 1

Basilea: 2010-2011
- Coppa del Liechtenstein: 5

Vaduz: 2018-2019, 2021-2022, 2022-2023, 2023-2024, 2024-2025